# کرپ سوزت
کرپ سوزت (تلفظ‌شده به صورت [kʁɛp syzɛt] یک دسر فرانسوی است که از کرپ و بور سوزت تشکیل شده است.تلفظ‌شده به صورت [bœʁ syzɛt] )، سسی از شکر کاراملی و کره، آب نارنگی یا پرتقال ، خلال پوست پرتقال، و لیکور گران مارنیه، تریپل سک یا پرتقال کوراسائو برای روی آن(همراه با فلامبه کردن). 

## خاستگاه‌ها
خاستگاه این دسر و نام آن محل اختلاف است. یکی از روایت‌ها آن را به اشتباه یک پیشخدمت ۱۴ ساله به نام «آنری شارپنتیه» در سال ۱۸۹۵ در کافه دو پاریسِ مونت‌کارلو نسبت می‌دهد. او مشغول آماده‌سازی دسری برای شاه آینده بریتانیا، ادوارد هفتم (که در آن زمان ولیعهد بود) بود؛ مهمانان او دختری زیبا به نام «سوزِت» را نیز شامل می‌شدند. این داستان را خود شارپنتیه در زندگینامه‌اش به نام زندگی به سبک آنری روایت کرده‌است، گرچه بعدها لاروس گاسترونومیک آن را رد کرد.
به‌نقل از شارپنتیه:
«همه‌چیز کاملاً اتفاقی بود. جلوی چراغ غذاپزی ایستاده بودم که لیکورها ناگهان شعله‌ور شدند. فکر کردم همه‌چیز خراب شده. شاهزاده و همراهانش منتظر بودند. چطور می‌توانستم همه‌چیز را از نو شروع کنم؟ چشیدم... به‌نظرم رسید خوشمزه‌ترین ترکیب طعم‌های شیرینی‌ست که تا آن روز چشیده بودم. هنوز هم همین فکر را می‌کنم. آن شعله‌ی ناخواسته دقیقاً همان چیزی بود که لازم بود تا همه‌ی آن مواد با هم در هماهنگی کامل قرار گیرند...
شاهزاده پنکیک‌ها را با چنگال خورد، اما برای جمع‌کردن باقی‌مانده‌ی شیره‌اش از قاشق استفاده کرد. از من پرسید این خوراکی خوشمزه چه نام دارد؟ گفتم: کرپ پرنسس. او متوجه شد که این اسم، با توجه به جنس مؤنث واژه، ادای احترامی به خودِ اوست؛ اما با حالتی جدی اما شوخ‌طبعانه اعتراض کرد و گفت: «اما در جمع، بانویی حضور دارد.» دختر که متوجه شد، سریع از جا برخاست، با دستانش دامنش را گرفت و تعظیمی کرد. اعلیحضرت فرمودند: «آیا نام کرپ پرنسس را به کرپ سوزت تغییر می‌دهید؟»

و این‌چنین، این دسر متولد شد و نام گرفت—خوراکی که باور دارم حتی طعم یک لقمه‌اش می‌تواند آدمخواری را به انسانی متمدن بدل کند. فردای آن روز، شاهزاده برایم یک انگشتر جواهرنشان، یک کلاه پاناما و یک عصا فرستاد.»

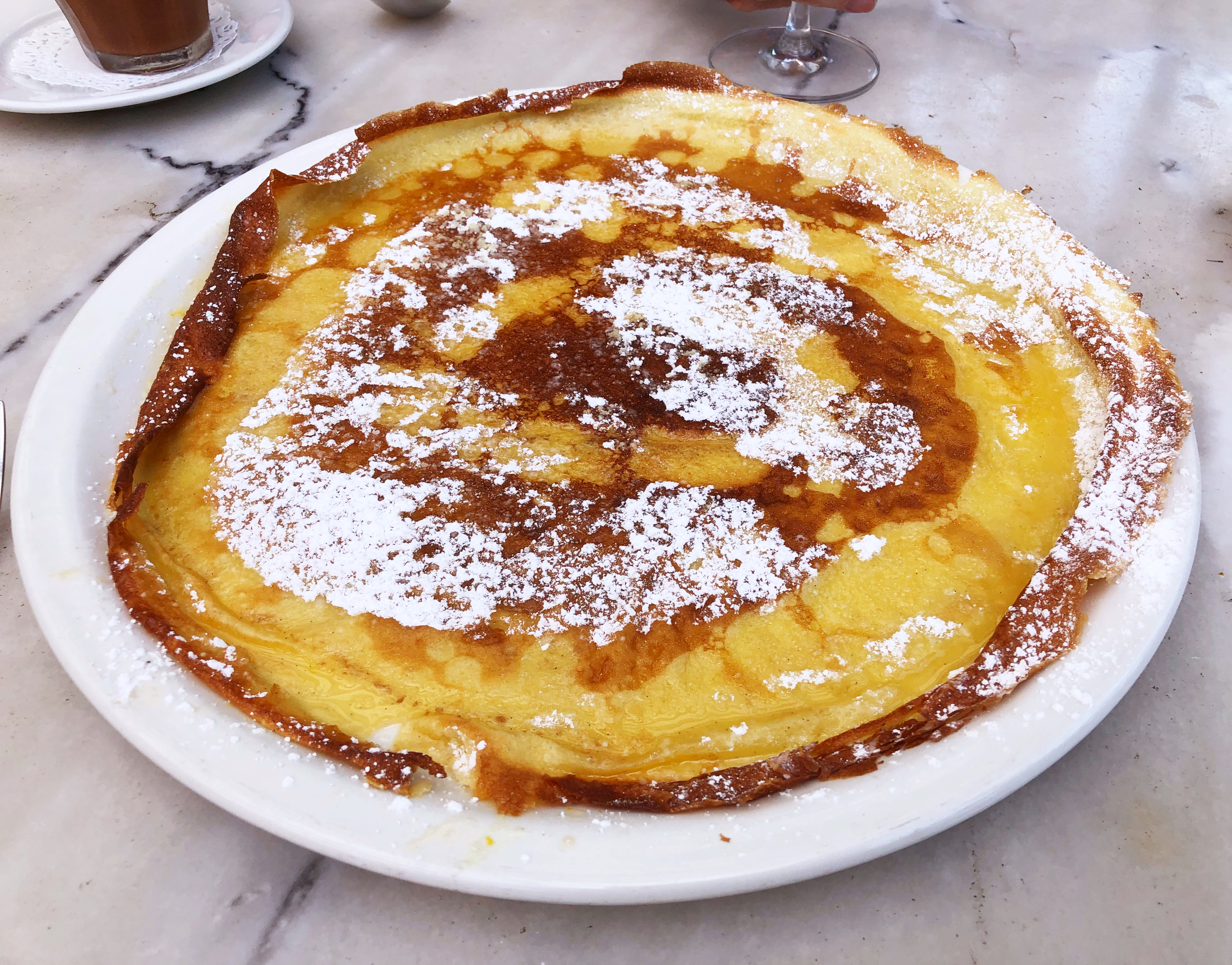
کرپ سوزت

منابع مختلفی مانند لاروس گاسترونومیک اما تردید دارند که شارپنتیه (و نه پیشخدمت اصلی) کسی بوده باشد که به شاهزاده خدمت کرده، چرا که او در آن زمان بسیار جوان بوده‌است. نسخه‌ای کمتر خیال‌پردازانه از گفت‌وگوی السی لی با شارپنتیه در دههٔ ۱۹۵۰ به‌دست آمده‌است. در آن گفت‌وگو، شارپنتیه به‌تفصیل توضیح می‌دهد که «نسخهٔ پیچیدهٔ او برگرفته از کرپ‌هایی با سس میوه بوده که مادرخوانده‌اش در موقعیت‌های بسیار خاص تهیه می‌کرد.» افزودن لیکور در آن زمان در میان سرآشپزهای پاریسی رایج بوده‌است.
ادعای دیگری نیز وجود دارد که می‌گوید این دسر به افتخار بازیگر فرانسوی، «سوزان رایشنبرگ» نام‌گذاری شده‌است؛ کسی که به‌صورت حرفه‌ای با نام «سوزِت» شناخته می‌شد. در سال ۱۸۹۷، رایشنبرگ در نقش یک خدمتکار در کمدی فرانسز ظاهر شد و در جریان اجرا، کرپ‌هایی را روی صحنه سرو کرد. «ژوزف»، صاحب رستوران ماریوو، کرپ‌ها را تهیه کرده بود. او تصمیم گرفت پنکیک‌های نازک را فلامبه کند تا توجه تماشاگران را جلب کند و غذا را برای بازیگران گرم نگه دارد. ژوزف بعدها مدیر رستوران پایار در پاریس شد و پس از آن نیز با هتل ساووی لندن همکاری کرد. 
در سال ۱۸۹۶، اسکار چیرکی دستور این دسر را با نام «پنکیک به سبک کازینو» منتشر کرد که همهٔ اجزای اصلی را داشت، به‌جز مرحلهٔ نهایی فلامبه کردن. اِسکوفیه نیز در نسخهٔ انگلیسی راهنمای آشپزی خود در سال ۱۹۰۷ (فرانسوی ۱۹۰۳) این دسر را به همین شکل توصیف کرده‌است، بدون مرحلهٔ نهایی فلامبه کردن.
این غذا از سال ۱۸۹۸ به عنوان غذای مخصوص رستوران فرانسوی ماری شناخته می‌شد. 